# Arthur Laurents
Arthur Laurents (właśc. Arthur Levine; ur. 14 lipca 1917 w Nowym Jorku, zm. 5 maja 2011 tamże) – amerykański dramaturg, librecista, reżyser i scenarzysta. 
Urodził się w rodzinie żydowskiej. Napisał scenariusze do takich musicali, jak m.in. West Side Story, Gypsy czy Tacy byliśmy. Był homoseksualistą. Jego partnerem życiowym w latach 1954–2006 był Tom Hatcher.